# Sensacionalista
O Sensacionalista é um noticiário satírico eletrônico brasileiro. Em 15 de junho de 2018, ocupou a posição 3 564.ª no Brasil, segundo o Alexa.
Dispõe de um canal no Youtube, contava com 2,3 milhões de seguidores no Facebook, 11 milhões de visitantes únicos por mês e 25 milhões de visualizações em março de 2016.
O sucesso de seu humor gerou uma versão audiovisual, um telejornal de notícias fictícias no canal Multishow, chamado Jornal Sensacionalista, além de uma seção de uma página na edição de domingo do jornal O Globo. 
História
Sua criação foi em 2009 por Nelito Fernandes, que trabalhou como redator do programa humorístico Casseta & Planeta, da Rede Globo, e sob a inspiração no norte americano The Onion e no brasileiro Cocadaboa. Logo após sua criação, juntaram-se ao Sensacionalista os roteiristas Marcelo Zorzanelli, Leonardo Lanna e Martha Mendonça. Nelito, Martha e Marcelo são jornalistas que se conheceram trabalhando na mesma redação.
O Sensacionalista aumentou sua popularidade durante as eleições de 2014 e do processo de impeachment de Dilma Rousseff, o criador do site acredita que o sucesso é resultado de uma política em que "todo mundo é um alvo e ninguém está a salvo", diante da crise o site virou destaque na imprensa internacional e foi comparado tanto ao americano The Onion quanto ao francês Le Gorafi.
O sítio foi processado em 2015 pelo deputado federal evangélico Marco Feliciano (PSC-SP), que pediu para não virar mais objeto de piadas e exigiu indenização por danos morais pelas postagens já publicadas. As alegações do deputado, entretanto, não foram acatadas pela justiça.
Em 16/02/2022, a Justiça de 1º grau de São Paulo condenou o Grupo Globo ao pagamento de multa de R$ 88.000,00 em razão de piada veiculada no Jornal Sensacionalista nos dias 26 e 28 de outubro de 2013 que foi considerada racista. A denúncia foi feita pela Coordenação de Políticas Para a População Negra e Indígena (CPPNI).

## Livro
O livro Sensacionalista foi publicado pela editora Belas Letras.